# 唐津郵便局
唐津郵便局（からつゆうびんきょく）は佐賀県唐津市にある郵便局。民営化前の分類では集配普通郵便局であった。

## 概要
住所：〒847-8799 佐賀県唐津市千代田町2564-4

## 沿革
- 1872年8月4日（明治5年7月1日） - 唐津郵便役所として開設[1]。
- 1875年（明治8年）1月1日 - 唐津郵便局（四等）となる。
- 1881年（明治14年）7月25日 - 為替取扱を開始。
- 1882年（明治15年） - 貯金取扱を開始。
- 1891年（明治24年）3月16日 - 唐津郵便電信局となる。
- 1903年（明治36年）4月1日 - 通信官署官制の施行に伴い唐津郵便局となる。
- 1958年（昭和33年）5月1日 - 電話通話および和文電報受付事務の取扱を開始[2]。
- 1971年（昭和46年）3月15日 - 唐津市京町から同市千代田町に移転。
- 1990年（平成2年）10月1日 - 切木郵便局から集配業務の一部[3]を移管。
- 1996年（平成8年）7月1日 - 外国通貨の両替および旅行小切手の売買に関する業務取扱を開始。
- 2007年（平成19年）10月1日 - 民営化に伴い、併設された郵便事業唐津支店に一部業務を移管。
- 2012年（平成24年）10月1日 - 日本郵便株式会社発足に伴い、郵便事業唐津支店を唐津郵便局に統合。

## 取扱内容
- 郵便、印紙、ゆうパック、内容証明
- 貯金、為替、振替、振込、国際送金、国債、投資信託
- 生命保険、バイク自賠責保険、自動車保険
- ゆうちょ銀行ATM
- 唐津市内の一部地域の集配業務
- ゆうゆう窓口

## 周辺
- 唐津市役所
- 唐津城（舞鶴公園）
- まいづる本店ショッピングプラザ
- 昭和自動車唐津営業所
- 国道204号
- 松浦川

## アクセス
- JR筑肥線・唐津線 唐津駅から北東へ約900m（徒歩約11分）
- 昭和バス 千代田町停留所下車
- 西九州自動車道（唐津道路） 唐津ICから北西へ約5km
- 駐車場あり：11台